# Tomopterus larroides
Tomopterus larroides är en skalbaggsart som beskrevs av White 1855. Tomopterus larroides ingår i släktet Tomopterus och familjen långhorningar.
Artens utbredningsområde är Paraguay. Inga underarter finns listade i Catalogue of Life.